# Copa del Rey 1996/97
Die Copa del Rey 1996/97 war die 93. Austragung des spanischen Fußballpokals.
Der Wettbewerb startete am 4. September 1996 und endete mit dem Finale am 28. Juni 1997 im Estadio Santiago Bernabéu (Madrid). Titelverteidiger des Pokalwettbewerbs war Atlético Madrid. Den Titel gewann der FC Barcelona durch einen 3:2-Erfolg nach Verlängerung im Finale gegen Betis Sevilla. Da sich die Katalanen in der Saison 1996/97 für die UEFA Champions League qualifizierten, nahm Betis Sevilla am Europapokal der Pokalsieger 1997/98 teil.

## Erste Hauptrunde
Die Hinspiele wurden am 4. September, die Rückspiele am 18. und 19. September 1996 ausgetragen.
|                           | Gesamt    |                     | Hinspiel | Rückspiel |
| ------------------------- | --------- | ------------------- | -------- | --------- |
| Racing de Ferrol          | 2:1       | CD Ourense          | 1:1      | 1:0       |
| Real Avilés               | 6:1       | Marino de Luanco    | 3:1      | 3:0       |
| Cultural Leonesa          | 0:3       | Deportivo Alavés    | 0:1      | 0:2       |
| Gernika Club              | 2:6       | SD Eibar            | 2:2      | 0:4       |
| Gimnástica de Torrelavega | 0:3       | CA Osasuna          | 0:1      | 0:2       |
| FC Barakaldo              | (a)2:2(a) | Real Unión          | 1:2      | 1:0       |
| Gimnàstic de Tarragona    | 2:6       | UE Lleida           | 0:2      | 2:4       |
| FC Terrassa               | 2:0       | UE Figueres         | 1:0      | 1:0       |
| FC Talavera               | 3:2       | CD Badajoz          | 0:1      | 3:1       |
| RCD Carabanchel           | 1:4       | CD Leganés          | 1:2      | 0:2       |
| CP Cacereño               | 2:7       | CP Mérida           | 1:5      | 1:2       |
| FC Getafe                 | (a)2:2(a) | CD Toledo           | 2:2      | 0:0       |
| CD Manchego               | 1:2       | UD Salamanca        | 0:0      | 1:2       |
| FC Gandía                 | 3:9       | RCD Mallorca        | 1:4      | 2:5       |
| FC Llíria                 | 1:5       | FC Villarreal       | 0:3      | 1:2       |
| Real Murcia               | 1:3       | Albacete Balompié   | 1:1      | 0:2       |
| FC Elche                  | 0:1       | AD Mar Menor        | 0:0      | 0:1       |
| CD Mensajero              | 0:2       | UD Almería          | 0:1      | 0:1       |
| Real Jaén                 | 1:4       | UD Las Palmas       | 0:1      | 1:3       |
| CA Marbella               | 2:4       | Écija Balompié      | 1:2      | 1:2       |
| FC Málaga                 | 1:0       | UD Realejos         | 1:0      | 0:0       |
| FC Granada Atlético       | 0:1       | FC Granada          | 0:1      | 0:0       |
| FC Córdoba                | 1:2       | Polideportivo Ejido | 0:1      | 1:1       |
| CD Castellón              | 1:6       | UD Levante          | 0:3      | 1:3       |
| Zalla UC                  | 1         | Sestao SC           |          |           |

## Zweite Hauptrunde
Die Hinspiele wurden am 6. November, die Rückspiele am 27. November 1996 ausgetragen.
|                     | Gesamt          |                     | Hinspiel | Rückspiel |
| ------------------- | --------------- | ------------------- | -------- | --------- |
| Racing de Ferrol    | 2:4             | Celta Vigo          | 1:3      | 1:1       |
| Real Avilés         | 1:8             | Real Oviedo         | 1:5      | 0:3       |
| Zalla UC            | 1:5             | Athletic Bilbao     | 0:3      | 1:2       |
| CA Osasuna          | 2:1             | Real Sociedad       | 1:0      | 1:1       |
| SD Eibar            | (a)1:1(a)       | Racing Santander    | 1:1      | 0:0       |
| Deportivo Alavés    | (a)1:1(a)       | CD Logroñés         | 1:1      | 0:0       |
| Real Unión          | 1:6             | Real Saragossa      | 0:4      | 1:2       |
| Albacete Balompié   | 1:5             | Rayo Vallecano      | 0:0      | 1:5       |
| CD Leganés          | 1:2             | SD Compostela       | 1:1      | 0:1       |
| UD Salamanca        | 0:4             | Real Madrid         | 0:2      | 0:2       |
| FC Talavera         | 1:4             | Real Valladolid     | 0:3      | 1:1       |
| RCD Mallorca        | 1:3             | Deportivo La Coruña | 1:0      | 0:3       |
| CD Toledo           | 0:1             | Sporting Gijón      | 0:0      | 0:1       |
| CP Mérida           | 2:5             | FC Extremadura      | 1:0      | 1:5       |
| FC Málaga           | 0:1             | FC Sevilla          | 0:1      | 0:0       |
| Écija Balompié      | 1:4             | Betis Sevilla       | 1:2      | 0:2       |
| Polideportivo Ejido | 3:4 (3:4 i. E.) | FC Granada          | 0:0      | 0:0       |
| UD Las Palmas       | 5:2             | UD Almería          | 2:0      | 3:2       |
| FC Terrassa         | 1:2             | UE Lleida           | 1:0      | 0:2       |
| UD Levante          | 1:2             | Hércules Alicante   | 1:0      | 0:2       |
| AD Mar Menor        | 0:3             | FC Villarreal       | 0:1      | 0:2       |

## Dritte Hauptrunde
Die Hinspiele wurden am 9. Januar, die Rückspiele am 16. Januar 1997 ausgetragen.
|                    | Gesamt          |                     | Hinspiel | Rückspiel |
| ------------------ | --------------- | ------------------- | -------- | --------- |
| FC Sevilla         | 2:2 (1:3 i. E.) | Deportivo La Coruña | 2:0      | 0:2       |
| Espanyol Barcelona | 6:3             | Sporting Gijón      | 4:1      | 2:2       |
| Real Oviedo        | 1:3             | SD Compostela       | 1:0      | 0:3       |
| Real Madrid        | 4:1             | Real Valladolid     | 2:1      | 2:0       |
| FC Granada         | 0:4             | Betis Sevilla       | 0:1      | 0:3       |
| CA Osasuna         | 4:5             | Rayo Vallecano      | 3:2      | 1:3       |
| Real Saragossa     | 1:2             | Racing Santander    | 1:1      | 0:1       |
| FC Villarreal      | 2:3             | Athletic Bilbao     | 0:1      | 2:2       |
| UE Lleida          | (a)2:2(a)       | Hércules Alicante   | 1:0      | 1:2       |
| Celta Vigo         | 4:2             | CD Logroñés         | 2:0      | 2:2       |

- FC Extremadura und UD Las Palmas erhielten ein Freilos.

## Achtelfinale
Die Hinspiele wurden am 30. Januar, die Rückspiele am 6. Februar 1997 ausgetragen.
|                     | Gesamt          |                    | Hinspiel | Rückspiel |
| ------------------- | --------------- | ------------------ | -------- | --------- |
| UD Las Palmas       | 2:2 (5:3 i. E.) | FC Valencia        | 0:2      | 2:0       |
| Deportivo La Coruña | (a)2:2(a)       | Espanyol Barcelona | 2:2      | 0:0       |
| Atlético Madrid     | 5:2             | SD Compostela      | 2:0      | 3:2       |
| FC Barcelona        | 4:3             | Real Madrid        | 3:2      | 1:1       |
| CD Teneriffa        | 0:5             | Betis Sevilla      | 0:2      | 0:3       |
| Rayo Vallecano      | 4:3             | FC Extremadura     | 2:2      | 2:1       |
| Racing Santander    | 2:1             | Athletic Bilbao    | 1:0      | 1:1       |
| UE Lleida           | (a)1:1(a)       | Celta Vigo         | 1:1      | 0:0       |

## Viertelfinale
Die Hinspiele wurden am 26. und 27. Februar, die Rückspiele am 12. und 13. März 1997 ausgetragen.
|                  | Gesamt    |                    | Hinspiel | Rückspiel |
| ---------------- | --------- | ------------------ | -------- | --------- |
| UD Las Palmas    | (a)1:1(a) | Espanyol Barcelona | 0:0      | 1:1       |
| Atlético Madrid  | 6:7       | FC Barcelona       | 2:2      | 4:5       |
| Betis Sevilla    | 4:1       | Rayo Vallecano     | 2:0      | 2:1       |
| Racing Santander | 1:3       | Celta Vigo         | 1:2      | 0:1       |

## Halbfinale
Die Hinspiele wurden am 25. und 26. März, die Rückspiele am 2. und 3. April 1997 ausgetragen.
|               | Gesamt |              | Hinspiel | Rückspiel |
| ------------- | ------ | ------------ | -------- | --------- |
| UD Las Palmas | 0:7    | FC Barcelona | 0:4      | 0:3       |
| Betis Sevilla | 2:1    | Celta Vigo   | 1:0      | 1:1       |

## Finale
| FC Barcelona                                        | FC Barcelona | Betis Sevilla | Betis Sevilla |
| --------------------------------------------------- | --- | --- | ------------- |
| FC Barcelona                                        | \| 28. Juni 1997 in Madrid (Estadio Santiago Bernabéu) \| \| Ergebnis: 3:2 n. V. (2:2, 1:1) \| \| Zuschauer: 82.000 \| \| Schiedsrichter: Juan Ansuátegui Roca \| | \| 28. Juni 1997 in Madrid (Estadio Santiago Bernabéu) \| \| Ergebnis: 3:2 n. V. (2:2, 1:1) \| \| Zuschauer: 82.000 \| \| Schiedsrichter: Juan Ansuátegui Roca \|                                                                       | Betis Sevilla |
| FC Barcelona                                        | Vítor Baía – Albert Ferrer (84. Óscar), Abelardo, Fernando Couto, Sergi Barjuán – Luís Figo, Pep Guardiola , Luis Enrique, Iván de la Peña (99. Gheorghe Popescu) – Christo Stoitschkow (66. Emmanuel Amuneke), Juan Antonio Pizzi Cheftrainer: Bobby Robson ( England) | Pedro Luis Jaro – Jaime, Roberto Ríos, Risto Vidaković, Juan Merino (65. Juan Ureña) – Albert Nađ (85. Tomás Olías), Alexis Trujillo , Finidi George, Juanjo Cañas (71. Pier) – Robert Jarni, Alfonso Cheftrainer: Llorenç Serra Ferrer | Betis Sevilla |
| FC Barcelona                                        | 1:1 Luís Figo (45.) 2:2 Juan Antonio Pizzi (85.) 3:2 Luís Figo (115.) | 0:1 Alfonso (6.) 1:2 Finidi George (82.) | Betis Sevilla |
| FC Barcelona                                        | Luís Figo (41.), Albert Ferrer (54.), Iván de la Peña (73.) | Albert Nađ (14.), Alexis Trujillo (26.), Jaime (78.), Finidi George (89.) | Betis Sevilla |
| 28. Juni 1997 in Madrid (Estadio Santiago Bernabéu) | | |               |
| Ergebnis: 3:2 n. V. (2:2, 1:1)                      | | |               |
| Zuschauer: 82.000                                   | | |               |
| Schiedsrichter: Juan Ansuátegui Roca                | | |               |